# Панно
Панно́ (фр. panneau от лат. pannus — кусок ткани) — вид монументального искусства, живописное произведение декоративного характера, обычно предназначенное для постоянного заполнения каких-либо участков стены (настенное панно) или потолка (плафон); барельеф, резная, лепная или керамическая композиция, служащая для той же цели.
Главной особенностью панно являются размеры, форма и содержание. Они тщательно соотносятся с восприятием зрителя и интерьером здания. Картина выполняется обычной техникой живописи на холсте, затем её вставляют в раму и устанавливают на специально отведенное ей место. К примеру, в комнате, зале, вестибюле, на лестнице.
Панно, выполненные на внешних стенах здания из цветных плиток или в технике фрески, иногда называют муралями.
1. Гладкая или с живописными, скульптурными изображениями поверхность на стене, потолке, обрамлённая орнаментом.
2. Картина на холсте, постоянно занимающая какой-нибудь участок стены.

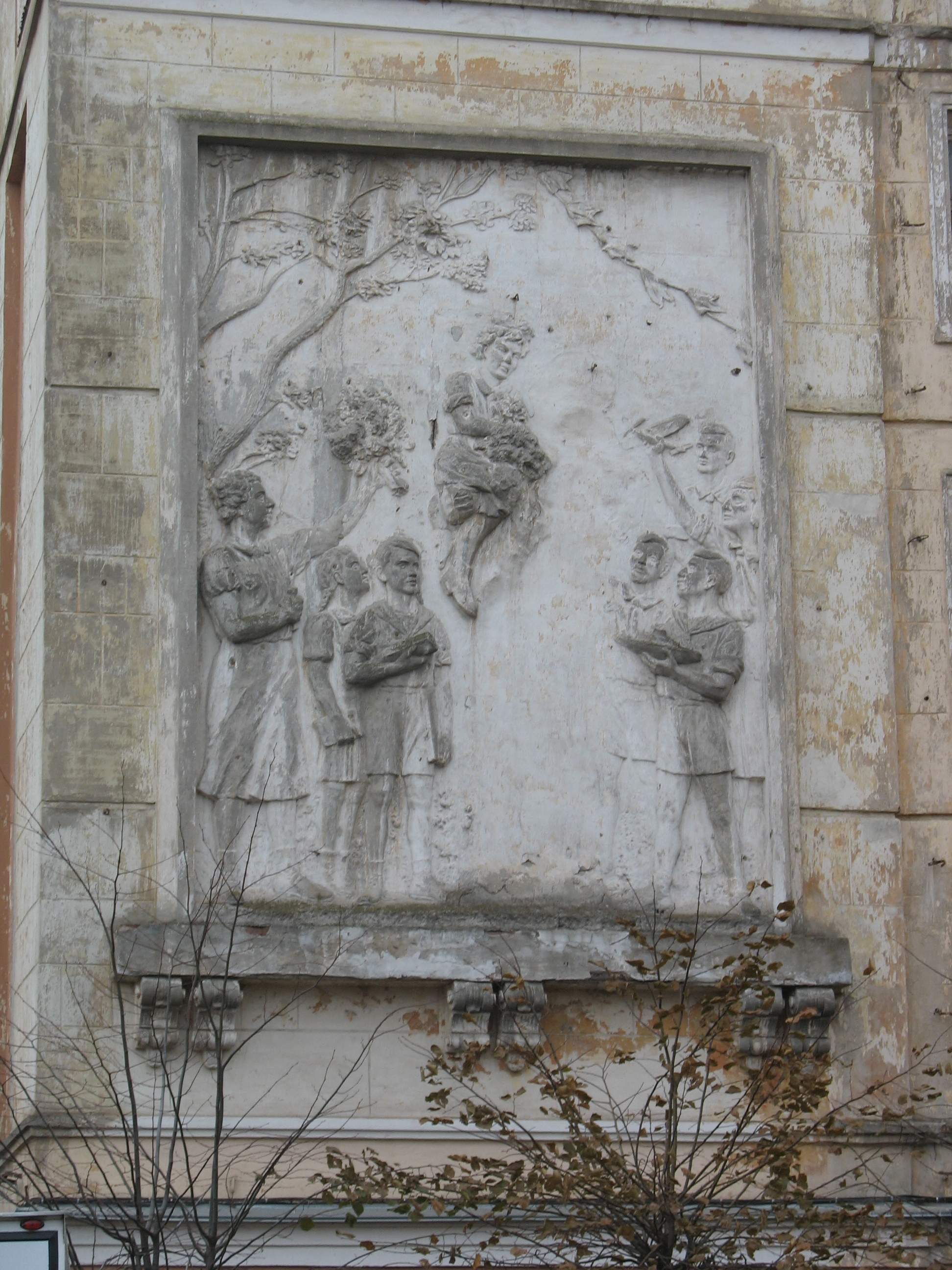
Воронеж (Депутатская улица)
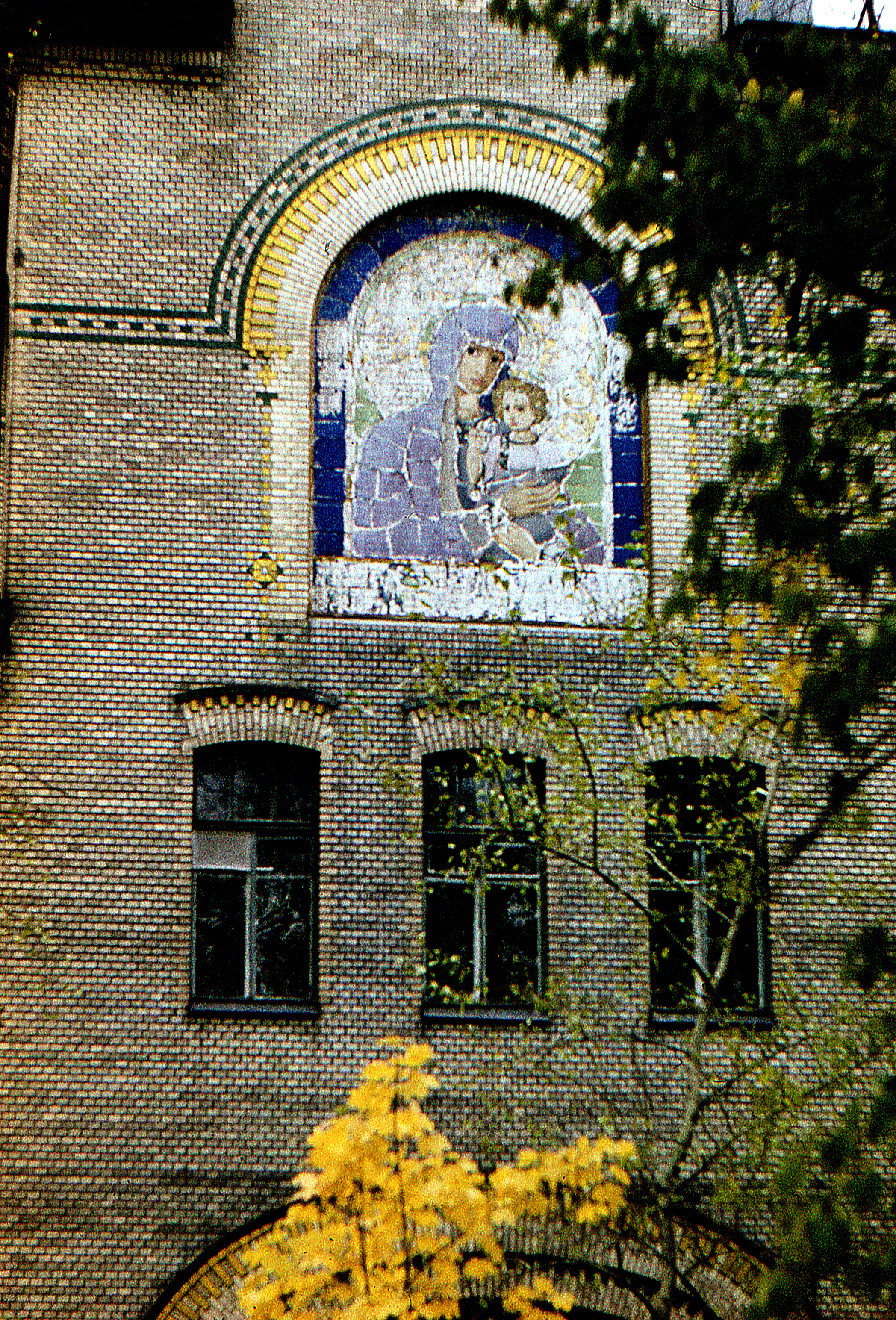
Майоликовое мозаичное панно с изображением Иверской Божией Матери на стене церкви лечебницы Вредена. Санкт-Петербург. Изготовлено в 1906 г. в Лондоне фирмой Дультона
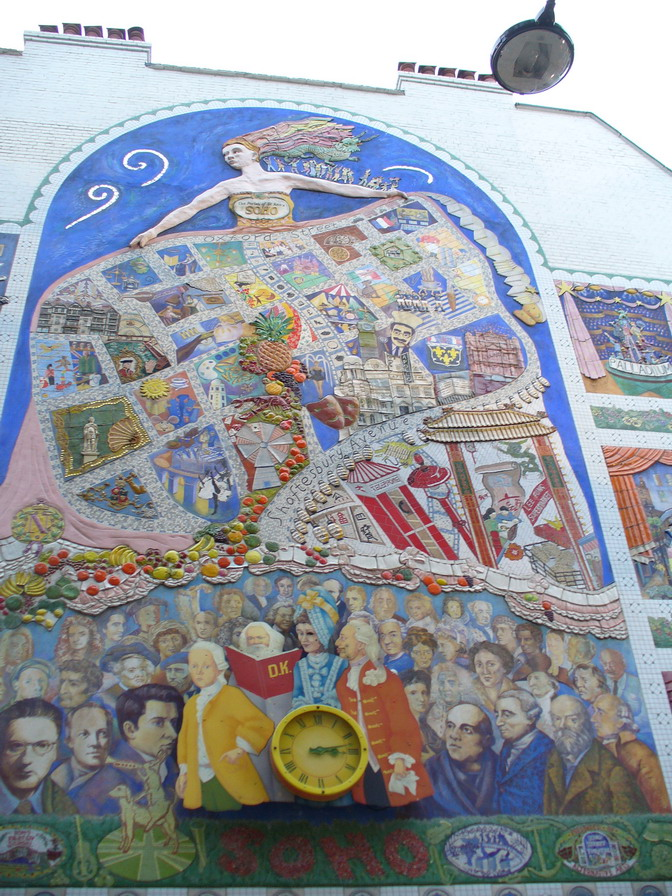
Дух Сохо